# Andrássy (Adelsgeschlecht)

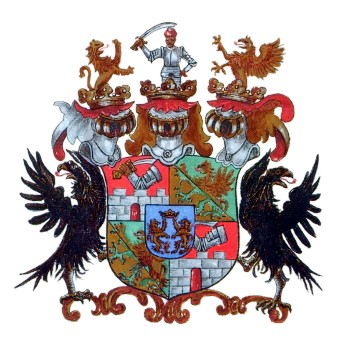
Wappen der Andrássys (1766)

Die aus dem Szeklerland stammende gräfliche Familie Andrássy von Csíkszentkirály und Krasznahorka (ung. gróf Andrássy csíkszentkirályi és krasznahorkai) gehörte zu den bedeutendsten Adelsfamilien des Königreichs Ungarn. Im Laufe der Jahrhunderte hat dieses Geschlecht etliche bedeutende Politiker und Militärs in der k.u.k. Monarchie hervorgebracht.

## Die Familie

### Abstammung der Familie
Die Andrássys gehörten zu jenen gräflichen Familien, die stetig in der Gesellschaft Ungarns aufstiegen und bedeutende Positionen einnahmen. Der Ursprung der Familie bleibt im Dunkel der Geschichte verborgen. Der Überlieferung zufolge soll ein gewisser „Andorás“ um das Jahr 1000 in Gran als Gefolgsmann des Königs Stephan des Heiligen gedient haben. Dieser Andorás soll Begründer des Geschlechtes gewesen sein. Nähere Einzelheiten sind unbekannt.

### Martin Andrássy und dessen Sohn Peter
Die real nachvollziehbare Genealogie der Andrássys beginnt mit Martin (ung. Márton) Andrássy, der 1539 in Siebenbürgen (ung. Erdély) erstmals in der Gefolgschaft des Fráter György zu finden ist. Als nach dessen Ermordung die Stände Siebenbürgens Johann Sigismund zum Fürst von Siebenbürgen wählten, war auch Martin Andrássy anwesend. Die Andrássys waren in jener Zeit mit großer Wahrscheinlichkeit im Szekler-Land, in der Ortschaft Csíkszentkirály beheimatet, da sie den Namen dieser Ortschaft auch als Namenzusatz in ihren Titeln führen. Nach dem Vertrag von Trianon kam diese Ortschaft zu Rumänien und hat gegenwärtig (2011) 2526 Einwohner (davon 2332 Ungarn).
Da Fürst Johann Sigismund keinen gesetzlichen Erben hatte, bestimmte er Gáspár Bekes zu seinem Nachfolger. Nach seinem Tod wählte die Ständeversammlung von Siebenbürgen in Weißenburg am 25. Mai 1571 jedoch nicht Bekes, sondern Graf Stephan Báthory zum neuen Fürsten. Martin Andrássys Sohn Peter Andrássy schlug sich jedoch auf die Seite von Gáspár Bekes, der als Gegner von Báthory ebenfalls Ansprüche auf den Fürstentitel erhob. Andrássy kämpfte mit 2000 Reitern an der Seite von Bekes. Am 8. Juli 1575 kam es zur entscheidenden Schlacht bei Kerelőszentpál in welcher Bekes unterlag. Peter Andrássy geriet in Gefangenschaft und wurde beim Siebenbürger Landtag in Klausenburg am 8. August 1575 zum Tode und dem Verlust seiner Güter verurteilt. Es gelang ihm jedoch die Flucht in das Königreich Ungarn. Hier meldete er sich in die Dienste des Kaisers Rudolf II., der ihm am 21. Juli 1578 zum Schlosshauptmann von Krasznahorka und Kastellan von Betler ernannte.

### Die Familie in Krasznahorka
Peter Andrássy heiratete Sophia (ung. Zsófia) Becz, mit der er zwei Söhne (Matyás und János), sowie zwei Töchter (Kata und Anna) hatte. Der jüngere Sohn János kämpfte 1596 bei der Belagerung von Erlau gegen die Türken, dort wurde er so schwer verletzt, dass er kurz danach im Alter von 28 Jahren starb. Der ältere Sohn Matyás I. († 1595) war mit Anna Pálffy verheiratet. Aus dieser Ehe entstammt als Erbe der Sohn Mátyás II., der 1642 von Kaiser Ferdinand III. die Güter Krasznahorka und Betlér als Lehen erhielt.
Der Sohn von Matyás II., Miklós I. (Nikolaus) zeichnete sich in den Türkenkriegen aus. Besondere Verdienste erwarb er sich in den Schlachten von Szatmár und Neuhäusel. Für diese Verdienste wurde er von Kaiser Leopold I. im Jahre 1676 zum Baron erhoben. Gleichzeitig wurde er Obergespan des Komitates Gemer.
Miklós I. hatte sechs Söhne. Unter ihnen wurden drei Söhne (István, György und Pál) zu Generälen ernannt.
- Peter II. (* 7. Dezember 1659 in Preßburg, † 1715 in Wien), Obergespan des Komitates Gemer ⚭ Maria Barbara Orlay de Carva († 1726)
- István I., General[4] ⚭ 1. Erzsébeth Barcsay de Nagybarcsa († 6. Dezember 1685 in Bonchida / Siebenbürgen), ⚭ 2. Zsófia Serédy de Nagyfalu. Er war der Begründer der  → Älteren "Betlerer" Andrássy-Linie (ung. "betléri ág")
- György II. († 1725), Kuruzengeneral ⚭ Mária Szelényi de Felsőszelény. Er war Begründer der → Jüngeren "Monoki" Andrássy-Linie (ung. "monoki ág")
- Pál († 3. Februar 1713 in Trentschin), Hauptmann (Kommandant) von Gran ⚭ 1. Maria Amadé de Várkony, ⚭ 2. Gräfin Kristina Balassa de Gyarmat
- Miklós II., der sog. "Dervisch-General" trat in den Franziskanerorden ein und kämpfte als Oberst an der Seite von Ferenc II. Rákóczi.
- János
- sowie die Töchter Anna, Magdolna, Klára, Borbala und Julia.

### Die Ältere "Betlerer" Linie
Die Ältere 'Betlerer ' Linie wurde vom General István I. begründet. Aus dieser Linie stammt der Feldmarschall Károly I., ein Enkel des Begründers der Linie, sowie dessen Kinder Károly II., Leopold, Julianna, Rozália und Joseph III. (* Oktober 1762, † 1845). Im Jahre 1779 wurden sie von Kaiserin Maria Theresia in den Grafenstand erhoben.

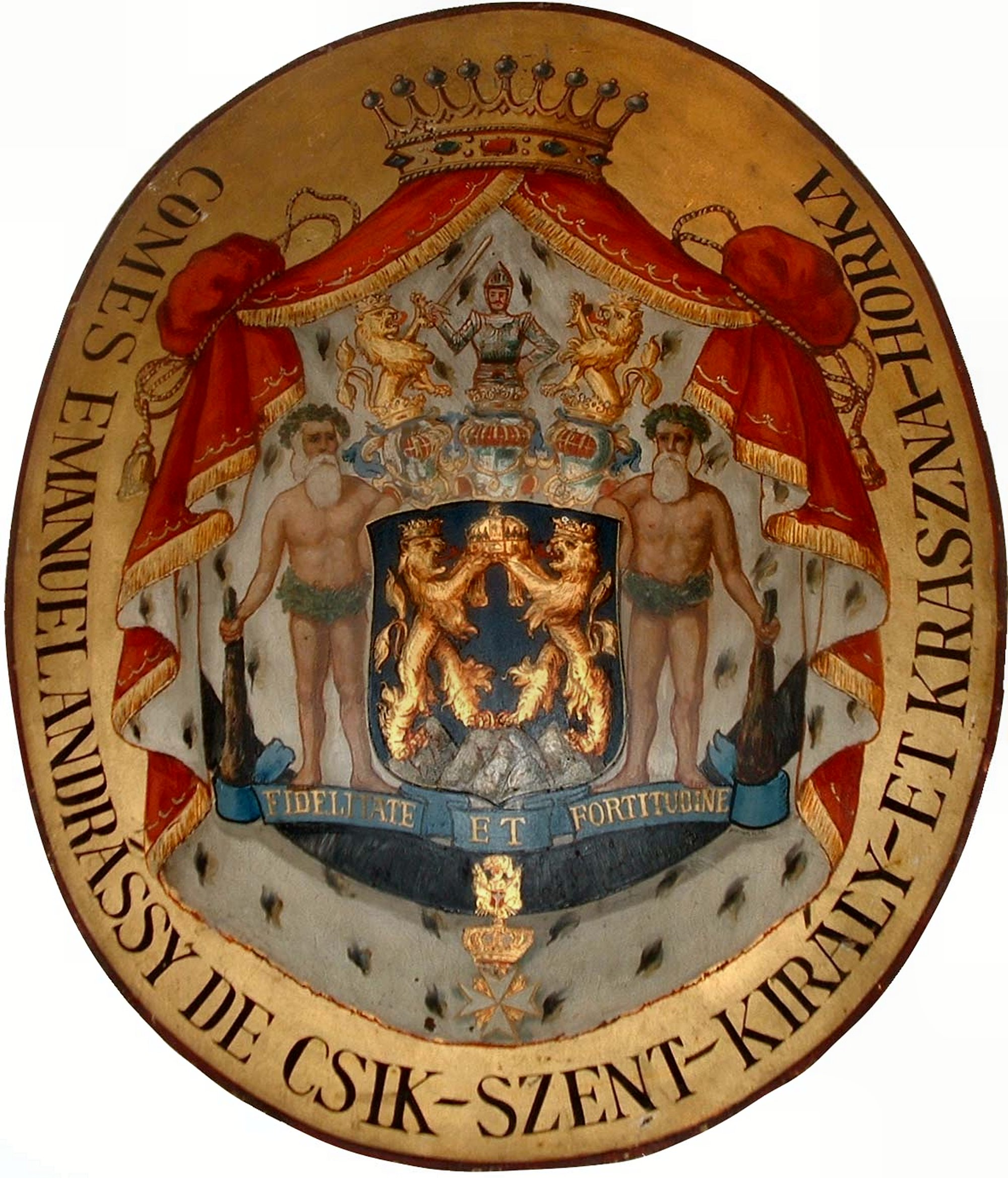
Totenschild mit Wappen des Grafen Emanuel „Mano“ Andrássy (1821–1891): "COMES EMANUEL ANDRÁSSY DE CSIK-SZENT-KIRÁLY-ET KRASZNA-HORKA" in der Matthiaskirche (Budapest). Das Wappen wurde 1779 mit dem Grafenstand an Karl Freiherr Andrássy von Csikszentkirály und seine Nachkommen verliehen

Joseph III. diente als Oberst im theresianischen Heer und war mit der Gräfin Walburga Csáky de Körösszegh et Adorján (* 3. März 1770 in Preßburg, † 1797 ebd.) verheiratet. Dessen jüngster Sohn Károly III. (* 29. Februar 1792 in Rosenau, † 22. August 1845 in Brüssel) heiratete im Jahre 1819 Etelka Szapáry de Muraszombath (* 26. September 1798, † 10. November 1876 in Szőlőske). Der älteste Sohn Emanuel „Mano“ (* 1821; † 1891) führte die Betlerer Hauptlinie fort, der jüngste Sohn Aladár (* 1827, † 1903) gründete die Nebenlinie 'Homonna' (ung. 'homonnai melékág'), der mittlere Sohn Gyula, einer der bekanntesten Mitglieder des Geschlechtes, gründete die sog. Nebenlinie 'Tőketerebes' (ung. 'tőketerebesi oldalág'). Aus dieser Nebenlinie stammen folgende Nachkommen:
- Károly III. ⚭ 1819  Etelka Szapáry de Muraszombath et Széchy-Sziget
- Gyula (* 8. März 1823 in Kaschau, † 18. Februar 1890 Volocsa) ⚭ Katinka Kendeffy (* 1830, † 16. Mai 1896 in Budapest, Königreich Ungarn)
  - Tivadar (* 1857, † 1905) ⚭ Eleonora Gräfin Zichy (* 1867, † 1945)
  - Ilona (* 21. Mai 1858, † 2. April 1952) ⚭ Lajos Batthyány de Németujvár (* 1860, † 1951)
  - Gyula Junior (* 1860, † 1929) ⚭ Eleonora Gräfin Zichy (* 1867, † 1945)

Tivadar Andrássy hatte vier Töchter: Ilona (* 1886, † 1967), Borbála (* 1890, † 1968), Katinka (* 1892, † 1985) und Klára (* 1898, † 1941). Nach dem Tode von Tivadar heiratete seine Witwe ihren Schwager Gyula Andrássy den Jüngeren, der gleichzeitig Vormund ihrer Töchter wurde.

### Die Jüngere "Monoker" Linie
Die jüngere ("Monoker") Linie wurde von György II., Sohn des Miklós I., begründet.
Dessen älterer Sohn György III. heiratete am 13. Mai 1725 in Nagytapolcsány die Gräfin Anna Mária Berényi de Karancs-Berény (* 3. Juni 1704 in Trentschin), deren drei Kinder János (* 1726), Anton (* 1728(?), † 1799) und István (* 1731, † 22. Februar 1812; Obergespann des Komitates Borsod) wurden von Kaiserin Maria Theresia in den Grafenstand erhoben.
György's II. jüngerer Sohn Peter (* ~ 1700, † 1. März 1745) war ein leidenschaftlicher Militär und Generalleutnant, er wurde am 15. September 1742 zum Generalfeldwachtmeister im Österreichischen Heer ernannt. Peter Andrássy war nicht verheiratet und starb ohne Nachkommen.
Ein bedeutender Vertreter dieser Linie war auch György III. (* 5. Februar 1797 in Kaschau, † 19. Dezember 1872 in Wien), der Sohn des Obergespann des Komitats Borsod István (* 1731, † 1812) und dessen zweiter Ehefrau Maria Festetics de Tolna (* 12. September 1770 in Ödenburg, † 12. November 1828). Am 10. Februar 1834 heiratete er die Gräfin Franziska zu Königsegg-Aulendorf (* 3. Juli 1814 in Aulendorf, † 22. April 1871 in Wien). Aus der Eheverbindung gingen die Kinder Maria, Dionysius, Elisabeth und György hervor. György war kaiserlicher Kämmerer und Geheimrat, er war Mitbegründer der Ungarischen Akademie der Wissenschaften, die er auch mit großen Geldsummen unterstützte. Bei dem verheerenden Donauhochwasser im Jahre 1838 in Pest erwarb er sich große Verdienste. Er wurde am 28. September 1842 zum Obergespan des Komitats Sáros ernannt. Er war ein enger Mitarbeiter des ungarischen Reformers Grafen István Széchenyi.

## Bedeutende Vertreter des Adelsgeschlechtes
Das Adelsgeschlecht der Andrássys hat zahlreiche Persönlichkeiten hervorgebracht, die nicht nur für Ungarn, sondern auch internationale Bedeutung hatten.
Eine Liste der Vertreter dieses Geschlechtes ist auf der Wikipediaseite → Andrássy zu finden.

## Abstammungsliste seit Milós Andrássy
1. Baron Milós Andrássy de Csíkszentkirály et K., Obergespan des Komitates Gemer (1620–1686) ⚭ Gräfin Klára Zichy de Zich und Vásonkeö (1671) ⚭² Erzsébet Kerekes de Szentgyörgy et Cziffer
  1. Baron Péter II. Andrássy de Csíkszentkirály et Krasznahorka, Obergespan des Komitates Gemer (1659–1715)[13] ⚭ Mária Borbála Serényi de Kisserény, Orlay de Karva (1660–1726)
  2. Baron István I. Andrássy de C.et K., Obergespan des Komitates Gemer General der Kuruzen. (1660–1720) ⚭ Baronin Zsófia Serédy de Nagyfalu (1660–1685), ⚭² Erzsébet Barcsay de Nagybarcsa 
    1. Baron Ferenc Andrássy de Csíkszentkirály et Krasznahorka (1704–1789) ⚭ Gräfin Katalin Keresztes de Várhegy (b.)
    2. Baron József Andrássy de Csíkszentkirály et Krasznahorka (1690–1760) ⚭ Baronin Erzsébet Balassa de Gyarmat (1701–d.)
      1. Baron József Andrássy de Csíkszentkirály et Krasznahorka, (ein Jesuit) (b.)
      2. Baron Ignac Andrássy de Csíkszentkirály et Krasznahorka (b.)
      3. Graf Károly Andrássy de Csíkszentkirály et Krasznahorka (1725–1845) ⚭ Gräfin Mária Rebeka Nádasdy de Nádasd et Fogarsföld (1728–1795)
        1. Graf Károly Andrássy de Csíkszentkirály (b.–1832) ⚭ Gräfin Seraphina Batthyány de Németujvár (1769–1839)
          1. Graf László Andrássy de Csíkszentkirály et Krasznahorka (1794–1874) ⚭ Baronin Magdolna Balassa de Gyarmat (b.)
            1. Graf Szerafin Andrássy de Csíkszentkirály et Krasznahorka (1812–1872)

          2. Graf Imre Andrássy de Csíkszentkirály et Krasznahorka (1795–1885)
            1. Gräfin Jolan Andrássy de Csíkszentkirály et Krasznahorka (1820–d.) ⚭ László Szent-Miklóssy de Sturlecz (b.)

          3. Graf Franz Andrássy de Csíkszentkirály et Krasznahorka (1801–1855)
          4. Gräfin Mária Pauline Andrássy de Csíkszentkirály et Krasznahorka (1809–1877) ⚭ Graf Ludwig Josef von Paar (1783–1849) ⚭² Karl von Sailer
          5. Gräfin Julie Andrássy de Csíkszentkirály et Krasznahorka (1810–1860)
          6. Graf Szerafin Andrássy de Csíkszentkirály et Krasznahorka (1812–1872)

        2. Graf Lipót Andrássy de Csíkszentkirály et Krasznahorka (1767–1824)
        3. Gräfin Rosalia Andrássy de Csíkszentkirály et Krasznahorka (1768–d.) ⚭ János Balogh (b.)
        4. Gräfin Julianna Andrássy de Csíkszentkirály et Krasznahorka (1769–1805) ⚭ Graf János Pongrácz de Szentmiklós et Óvár (1763–1845)
          1. Graf János Pongrácz de Szentmiklós et Óvár (1789–1843) ⚭ Apollónia Johanna Palásthy de Palast et Keszihócz (1797–1866)
            1. Gräfin Mária Pongrácz de Szentmiklós et Óvár (1825–1826)
            2. Gräfin Konstancia Pongrácz de Szentmiklós et Óvár (1826–1869)
            3. Gräfin Kornélia Pongrácz de Szentmiklós et Óvár (1827–1827)
            4. Graf István Pongrácz de Szentmiklós et Óvár (1828–1879)
            5. Graf János Pongrácz de Szentmiklós et Óvár (1830–1891)
            6. Graf Károly Pongrácz de Szentmiklós et Óvár (1832–1897) ⚭ Irén Zlatkovich (1830–1878)
            7. Gräfin Sarolta Pongrácz de Szentmiklós et Óvár (1833–1878) ⚭ Seweryn Petrażycki  (1859–1917)
              1. Tadeusz Severinovich Petrozycki (1869–1927)

            8. Gräfin Gizella Pongrácz de Szentmiklós et Óvár (1838–1862)

          2. Graf Károly Pongrácz de Szentmiklós et Óvár (1790–1805)
          3. Gräfin Mária Pongrácz de Szentmiklós et Óvár (1791–1792)
          4. Graf István Pongrácz de Szentmiklós et Óvár (1792–1793)

        5. Graf József Andrássy de Csíkszentkirály et Krasznahorka (1762–1834) ⚭ Gräfin Walburga Csáky de Köröszeg et Adorján (1770–1797)
          1. Graf Lászlo Andrássy de Csíkszentkirály et Krasznahorka (b.)
          2. Graf Ernő Andrássy de Csíkszentkirály et Krasznahorka (b.)
          3. Graf Franz Andrássy de Csíkszentkirály et Krasznahorka (b.)
          4. Gräfin Maria Andrássy de Csíkszentkirály et Krasznahorka (b.)
          5. Gräfin Leopoldine Andrássy de Csíkszentkirály et Krasznahorka (b.)
          6. Graf Károly Andrássy de Csíkszentkirály et Krasznahorka (1792–1845) ⚭ Gräfin Etelka Szápáry de Muraszombath (1798–1876)
            1. Graf Máno Andrássy de Csíkszentkirály et K., Obergespan von Torna, Kishot, Zemplén und Gömör (1821–1891) ⚭ Gräfin Gabriella Pálffy de Erdőd (1833–1914)
              1. Graf Géza Julius Alexander Andrássy de Csíkszentkirály et Krasznahorka (1856–1938) ⚭ Gräfin Eleonora von Kaunitz zu Rietberg (1862–1936)
                1. Gräfin Mária Gabriella Andrássy de Csíkszentkirály et K. (1886–1961) ⚭ Prinz Johannes Franz Alfred Maria von und zu Liechtenstein (1873–1959)
                  1. Prinz Alfred Géza Johann von und zu Liechtenstein, Graf zu Rietberg (1907–1992) ⚭ Prinzessin Ludmilla von Lobkowitz (1908–1974)
                    1. Prinzessin Maria Christina von und zu Liechtenstein (1933–2009) ⚭ Marquis Roland de Roys de Lédignan Saint Michel (1934–2017)
                      1. Marquise Marie Caroline de Roys de Lédignan Saint Michel (1963)
                      2. Marquis René François Roys de Lédignan Saint Michel (b.)
                      3. Marquis Louise Charles de Roys de Lédignan Saint Michel (b.)

                    2. Prinz Franz Géza Johannes Georg von und zu Liechtenstein, Graf zu Rietberg (1935) ⚭ Laura Malvezzi Campeggi (1941–2011)
                      1. Prinzessin Laurentia von und zu Liechtenstein, Gräfin zu Rietberg (1971–1971)
                      2. Prinz Alfred Paolo von und zu Liechtenstein, Graf zu Rietberg  (1972) ⚭ Alice Stori Deserti (1978)
                        1. Prinzessin Emilia Laura von und zu Liechtenstein, Gräfin zu Rietberg (2006)
                        2. Prinz Franz Cosimo von und zu Liechtenstein, Graf zu Rietberg (2009)
                        3. Prinzessin Giulia Marina von und zu Liechtenstein, Graf zu Rietberg (2011)

                      3. Prinz Lukas Wolfgang von und zu Liechtenstein, Graf zu Rietberg (1974) ⚭ Nathalie Geneviève Etchart (1972)
                        1. Prinzessin Nora Manureva von und zu Liechtenstein, Gräfin zu Rietberg (2008)
                        2. Prinz Luice Louise von und zu Liechtenstein, Graf zu Rietberg (2012)

                      4. Prinzessin Livia Margherita von und zu Liechtenstein, Gräfin zu Rietberg (1977) ⚭ Richard Turner (1974)

                    3. Prinz Friedrich Emanuel Konrad Thaddäus von und zu Liechtenstein, Graf zu Rietberg (1937–2010) ⚭ Annemarie Ortner (1948)
                      1. Prinz Emanuel Friedrich Eugen von und zu Liechtenstein, Graf zu Rietberg (1978) ⚭ Sonja Maria Monschein (1982)
                        1. Prinz Leopold Emanuel Friedrich August von und zu Liechtenstein, Graf zu Rietberg (2010)
                        2. Prinz Heinrich Emanuel Ulrich Nikolaus von und zu Liechtenstein, Graf zu Rietberg (2012)
                        3. Prinzessin Charlotte Sophie Ludmilla Maria von und zu Liechtenstein, Gräfin zu Rietberg (2014)

                      2. Prinz Ulrich Constantin Wladimir Peter von und zu Liechtenstein, Graf zu Rietberg (1983)

                    4. Prinz Anton Florian von und zu Liechtenstein (1940) ⚭ Freiin Rosmarie Dreihann-Holenia von Sulzberg am Steinhovn (1943)
                      1. Prinzessin Ludmilla von und zu Liechtenstein, Gräfin zu Rietberg (1974) ⚭ Graf Christoph Andreas Georg Calice (1964)
                        1. Gräfin Maria Assunta Stefanie Johanna Ludmilla Calice (1996)
                        2. Graf Pius Florian Ferdinand Heinrich Anton Maria Calice (1998)
                        3. Graf Christoph Matthias Franz Alfred Maria Calice (2000)

                      2. Prinz Georg Clemens von und zu Liechtenstein, Graf zu Rietberg (1977)

                  2. Prinz Karl Emanuel Johannes Gabriel Maria Josef von und zu Liechtenstein, Graf zu Rietberg (1908–1987)
                  3. Prinz Johannes Franz de Paula von und zu Liechtenstein (1910–1975) ⚭ Gräfin Karoline Johanna von Ledebur-Wicheln (1912–1996)
                    1. Prinzessin Maria Eleonore Elisabeth Johanna von und zu Liechtenstein, Gräfin zu Rietberg (1937–2002)
                    2. Prinz Eugen Hartmann Johannes von und zu Liechtenstein, Graf zu Rietberg (1939) ⚭ Gräfin Maria Theresia von Goëss (1945)
                      1. Prinz Johannes Leopold von und zu Liechtenstein, Graf zu Rietberg (1969) ⚭ Gräfin Kinga Károlyi de Nagy-Károly (1973)
                        1. Prinzessin Ida von und zu Liechtenstein, Gräfin zu Rietberg (2011)

                      2. Prinzessin Anna Theodora Maria von und zu Liechtenstein (1970) ⚭ Graf Alexander Kottulinsky, Freiherr v. Kottulin (1967)
                        1. Graf Lorenz Kottulinsky, Freiherr von Kottulin (1996)
                        2. Gräfin Ilona Kottulinsky, Freiin von Kottulin (1997)
                        3. Graf Moritz Kottulinsky, Freiherr von Kottulin (2000)
                        4. Gräfin Donata Kottulinsky, Freiin von Kottulin (2002)
                        5. Gräfin Lioba Kottulinsky, Freiin von Kottulin (2008)

                      3. Prinzessin Marie Ileana Josefa von und zu Liechtenstein (1974) ⚭ Graf Ferdinand von Trauttmansdorff-Weinsberg (1970)
                        1. Graf Felix von und zu Trauttmansdorff-Weinsberg (2001)
                        2. Gräfin Philippa von und zu Trauttmansdorff-Weinsberg (2003)
                        3. Graf Josef von und zu Trauttmansdorff-Weinsberg (2002)
                        4. Gräfin Elena von und zu Trauttmansdorff-Weinsberg (2008)

                      4. Prinzessin Sophie Barbara von und zu Liechtenstein, Gräfin zu Rietberg (1974) ⚭ Graf Clemens von Hoyos (1981)
                        1. Graf Constantin von Hoyos (2014)
                        2. Graf Albrecht von Hoyos (b.)

                    3. Prinz Albrecht Johannes Géza Augustinus Wilhelm von und zu Liechtenstein, Graf zu Rietberg, Freiherr von Landskron (1940-2017) ⚭ Baronin Tamara Nyman von Landskron (1939) ⚭² Mylena Tullio (1940)
                      1. Baronin Tatjana Helena von Landskron (1965-2001) ⚭ Bruno Roland Thurnherr-Landskron (1962)
                        1. Constantin Albrecht Johannes von Landskron (1989)
                        2. Baronin Tara Alina von Landskron (1994)

                      2. Baron Albrecht Johannes Christoph Géza von Landskron (1967)
                      3. ²Baronin Lorenza von Landskron, Princess de Liechtenstein (1973) ⚭ Don Antonio del Balzo di Presenzano (1961) div ⚭² Francesco Trapani (2004)
                        1. Donna Vittoria del Balzo di Presenzano (2001)
                        2. ²Allegra Trapani (2004)

                    4. Prinzessin Barbara Eleonora von und zu Liechtenstein, Gräfin zu Rietberg (1942) ⚭ Prinz Alexander von Jugoslawien (1924–2016)
                      1. Prinz Dušan von Jugoslawien (1977) ⚭ Valerie de Muzio (1971)

                  4. Prinz Constantin von Liechtenstein ⚭ Marie Elisabeth von Leutzendorff (1921–1944) ⚭² Gräfin Ilona Esterházy de Galántha (1921–2019)
                    1. Prinzessin Monica Maria Theresia von und zu Liechtenstein, Gräfin zu Rietberg (1942) ⚭ André Franz Jordan (1933), div
                      1. Gilberto Jordan (1961) ⚭ Maria José Amich y Clavell (1966)
                        1. Camila Sofia Amich Jordan (1989)
                        2. Victoria Luisa Amich Jordan (1996)
                        3. Sofia Ines Amich Jordan (2000)
                        4. André Javier Amich Jordan (2005)

                      2. Constantin Jordan (1964) ⚭ Maria Saias Coelho (1965)
                        1. Francisco Constantino Saias Coelho Jordan (2000)
                        2. Maria Carlota Saias Coelho Jordan (2002)

                2. Graf Károly Máno Andrássy de Csíkszentkirály et Krasznahorka (1888–1910)
                3. Graf Máno Andrássy de Csíkszentkirály et Krasznahorka (1892–1953) ⚭ Gräfin Marie Choloniewska (1892–1975)
                  1. Gräfin Ilona Andrássy de Csíkszentkirály et Krasznahorka (1917–1990) ⚭ Dezső Füzesi Klimko (1900–1972), (div 1964)
                  2. Graf Géza Andrássy de Csíkszentkirály et Krasznahorka (1920–1997) ⚭ Gräfin Elisabeth Lucia von Wilczek (1920–2004)
                    1. Gräfin Erzsébet Andrássy de C. et K.  (1947) ⚭ Graf Franz Karl von Goëss, Freiherr Mayr von Melnhof-Saurau (1949), (div 1983)
                      1. Freiherr Franz Josef Karl Mayr von Melnhof-Saurau (1977) ⚭ Eva Aggermann
                        1. Freiherr Franz Antonius Mayr von Melnhof-Saurau (2006)
                        2. Freiin Lucia Katharina Mayr von Melnhof-Saurau (2008)
                        3. Freiherr Clemens Mayr von Melnhof-Saurau (2010)

              2. Gräfin Maria Imra Andrássy de Csíkszentkirály et Krasznahorka (1858–1925) ⚭ Fürst Antal Esterházy de Galántha (1851–1935)
              3. Gräfin Adelheid Andrássy de Csíkszentkirály et Krasznahorka (1861–1927) ⚭ Prinz Géza Odescalchi (1858–1937)
                1. Prinz Paolo Odescalchi de Szerém (1883–1887)
                2. Prinzessin Ilona Odescalchi de Szerém (1888–1973)
                3. Prinz Bela Máno Odescalchi de Szerém (1890–1967) ⚭ Gräfin Maria Esterházy de Galántha (1890–1935) ⚭² Sarolta Bay de Bába (1906–2001)
                  1. ²Prinz Edmond Odescalchi de Szerém (1928) ⚭ Eszter Kandó de Egerfarmos (b.)

                4. Prinz László Géza Gyula Imra Balthazar August Karl Odescalchi de Szerém (1893–1967) ⚭ Aloisa von Bartolommei d´Alda (1887–1962)

              4. Gräfin Natália Leonita Mária Andrássy de Csíkszentkirály et Krasznahorka (1864–1951) ⚭ Graf Aladár Széchenyi de Sárvár-Felsővidék (1862–1936) div ⚭² Graf Bertalan Széchenyi de Sárvár-Felsővidék (1866–1943)
                1. Gräfin Gabriella Paula Széchenyi de Sárvár-Felsővidék (1885–1924) ⚭ Graf Heinrich von Haugwitz (1870–1927)
                2. Gräfin Mária Erzsébet Natalia Széchenyi de Sárvár-Felsővidék (1887–1972) ⚭ Fürst Ludwig Alfred Viktor Aurel zu Windisch-Grätz (1882–1968)
                  1. Fürst Ludwig Aladár zu Windisch-Grätz (1908–1990) ⚭ Christine Ebert (1905–1987)
                    1. Erbprinz Alfred zu Windisch-Grätz (1939–d.) ⚭ Monika Rasper (1954–1991)
                      1. Prinzessin Marie Christine Alexandra zu Windisch-Grätz (1980)
                      2. Prinzessin Alexandra zu Windisch-Grätz (1980)
                      3. Prinz Maximilian zu Windisch-Grätz (1983)
                      4. Prinzessin Natalie zu Windisch-Grätz (1983)

                    2. Prinz Ludwig Anton zu Windisch-Grätz (1942) ⚭ Angelika Bovenchen (1943)

                  2. Prinzessin Gabrielle zu Windisch-Grätz  (1909–1966) ⚭ Freiherr Wolfgang Reichlin von Meldegg (1906–1939)
                  3. Prinzessin Maria Magdalena zu Windisch-Grätz (1911–2004) ⚭ Graf István Károlyi de Nagy-Károlyi (1898–1967)
                    1. Graf Ede Károlyi de Nagy-Károlyi (1937–1977)
                    2. Gräfin Borbála Károlyide Nagy-Károlyi (1932–2001)

                  4. Prinz Vincenz zu Windisch-Grätz (1913–2005) ⚭ Márta Becsky de Tasnádszántó et Komlódtótfalu (1908–1998)
                  5. Prinzessin Natalie zu Windisch-Grätz (1917-d.)
                  6. Prinzessin Elisabeth Mathilda Zita Carola Rosalia zu Windisch-Grätz (1923–d.) ⚭ Graf Joseph Maria Esterházy de Galántha (1917–1980)

                3. Graf Mihály Széchényi de Sárvár-Felsővidék (1895–1959) ⚭ Sarolta Erzsébet Cséry de Csér et Szentlőrinc (1895–1977) ⚭² Katalin Szársz (1922)
                  1. Graf Mihály Széchényi de Sárvár-Felsővidék (1924–1944)
                  2. ²Graf Mihály Széchényi de Sárvár-Felsővidék (1948) ⚭ Csilla Musty (1951)

                4. Graf Georg Széchényi de Sárvár-Felsővidék (1889–1938) ⚭ Gräfin Anastasia Zichy de Zich et Vásonkeö (1891–1969)
                  1. Graf Pál Széchényi de Sárvár-Felsővidék (1918–1944)
                  2. Graf Ferenc Széchényi de Sárvár-Felsővidék (1919) ⚭ Elisabeth Lattmann (1938)
                    1. Gräfin Natalie Széchényi de Sárvár-Felsővidék (1966–2010)

                  3. Graf Ágost Széchényi de Sárvár-Felsővidék (1921–2005) ⚭ Sarolta Éva Mária Rohonczy de Felsőpulya (1921)
                  4. Graf György Jenő Gábor Széchényi de Sárvár-Felsővidék (1923–1986) ⚭ Ursula Michalek ⚭² Margaret Schuster
                    1. ²Graf Pál Mátyás Mária Széchényi de Sárvár-Felsővidék (1976)
                    2. ²Gräfin Fedora Katalin Mária Széchényi de Sárvár-Felsővidék (1980)

                  5. Graf Bendek Mária József István Alajos Széchényi de Sárvár-Felsővidék (1926–2002)

                5. Gräfin Emília Széchényi de Sárvár-Felsővidék (1921–d.) ⚭ Baron Tivadar Bornemisza de Kászon et Impérfalva (1913–1958) ⚭² József Muzsay

              5. Gräfin Karolina Andrássy de Csíkszentkirály et Krasznahorka (1865–1937) ⚭ Graf Janő Karátsonyi de Karatsonyfalva et Beodra (1861–1933)

            2. Gräfin Kornelia Andrássy de Csíkszentkirály et Krasznahorka (1820–1836)
            3. Graf Gyula Andrássy de Csíkszentkirály et Krasznahorka, Obergespan von Zemplén, Ministerpräsident von Ungarn, Außenminister Österreich-Ungarns (1823–1890) ⚭ Gräfin Katalin Kendeffy de Malomvíz (1830–1896)
              1. Graf Tivadar Andrássy de Csíkszentkirály et Krasznahorka (1857–1905) ⚭ Gräfin Eleonóra Zichy de Zich et Vásonkeö (1867–1945)
                1. Gräfin Ilona Andrássy de Csíkszentkirály et Krasznahorka (1886–1967) ⚭ Graf Pál Esterházy de Galántha (1883–1915) ⚭² Graf József Cziráky de Czirák et Dénesfalva (1883–1960)
                  1. ²Graf Miklos Gyula Lajos Cziráky de Czirák et Dénesfalva (1918–1944)

                2. Gräfin Borbála Maria Theodora Andrássy de Csíkszentkirály et Krasznahorka (1890–1968) ⚭ Markgraf György Pallavicini (1881–1946)
                  1. Markgraf György Pallavicini (1912–1949)
                  2. Markgräfin Theodóra Viktória Pallavicini (1914–2017) ⚭ Graf Nikolaus Maria  Festetics de Tolna (1912–1971) ⚭² Sándor Dóra (1905–1986)
                  3. Markgraf Eduard Pallavicini (1916–2005) ⚭ Ilona Mária Felícia Katalin Gizela Gerliczy de Arany (1921–2007)
                  4. Markgraf Antal Pallavicini (1922–1957) ⚭ Judit Székley (1924–1999) ⚭² Ilona Dudás (1889–1945)
                    1. Markgraf András Pálinkás Pallavicini (1948–1957)

                3. Gräfin Katalin Andrássy de Csíkszentkirály et Krasznahorka (1892–1985) ⚭ Graf Mihály I. Károlyi de Nagykároly (1875–1955)
                  1. Gräfin Éva Viktória Erzsébet Károlyi de Nagykároly (1915–d.) ⚭ Jack Bailey (1911–d.)
                  2. Graf Mihály Ádám Gyula Károlyi de Nagykároly (1917–1939)
                  3. Gräfin Judit Károlyi de Nagykároly (1919–d.) ⚭ Zoltán László Szabó (1912–1984)

                4. Gräfin Klara Andrássy de Csíkszentkirály et Krasznahorka (1898–1941) ⚭ Prinz Károly Odescalchi de Szerem (1896–1987)
                  1. Prinz Pál Ottó Odescalchi (1923–2014) ⚭ Zsuzsanna Tamássy de Fogaras (1924) ⚭² Antonina Horne (1935) ⚭³ Ann-Charlotte du Chastel 
                    1. Prinz Karl Odescalchi de Szerem (1948) ⚭ Maria del Rosario Caridad Reixa Vizoso (1948)
                    2. ²Prinzessin Cristina Gabriella Odescalchi de Szerem (1964) ⚭ Ivan Henry Haveock Kinsman (1962) ⚭² Alexander Heath (1965)

              2. Gräfin Ilona Andrássy de Csíkszentkirály et Krasznahorka (1858–1952) ⚭ Graf Lajos Batthyány de Németújvár (1860–1951)
                1. Gräfin Emánuela Katalin Batthyány de Németújvár (1883–1964) ⚭ Graf Emil Jósef Lipót Dessewffy de Csernek et Tarkeő (1873–1935)
                  1. Graf Aurél Lajos Dessewffy de Csernek et Tarkeő (1903–1975) ⚭ Gräfin Valerie Wanda Laura Henckel von Donnersmarck (1905–d.)
                    1. Graf Aurél Dessewffy de Csernek et Tarkeő (1927–1974) ⚭ Anna Bianca Migliorelli (1934–1983)
                    2. Graf Janos Dessewffy de Csernek et Tarkeő (1929–1974) ⚭ Edina Pinto Ferreira (1937–1974)

                  2. Graf Tivadar Dessewffy de Csernek et Tarkeő (1905–1980) ⚭ Zsófia Dungyersky (1908–d.)
                  3. Graf Gyula Dessewffy de Csernek et Tarkeő (1909–2000) ⚭ Éva Bársony (1909–d.) ⚭² Veronika Margit Földváry (1922–1998)
                    1. ²Gräfin Ilona Veronika Dessewffy de C. et T. (1955) ⚭ Baron Maximilian van Tuyll van Serooskerken (1946)

                2. Graf Gyula Lajos Géza Ádám Batthyány de Németújvár (1887–1959) ⚭ Gräfin Zsuzsanna Mária Leopoldina Károlyi de Nagykároly (1882–1930)
                  1. Graf Bálint Batthyány de Németújvár (1916–1962)

              3. Graf Máno Andrássy de Csíkszentkirály et Krasznahorka (b.)
              4. Graf Gyula Gábor Máno Adam Andrássy de Csíkszentkirály et Krasznahorka, Innenminister und Außenminister Ungarns (1860–1929) ⚭ Gräfin Eleonóra Zichy de Zich et Vásonkeö (1867–1945)

            4. Graf Aladár Andrássy de Csíkszentkirály et K., Obergespan von Zemplén, Gömör und Kishont (1827–1903) ⚭ Freiin Leontine von Wenckheim (1841–1921)
              1. Graf Sándor Andrássy de Csíkszentkirály et Krasznahorka (1863–1946) ⚭ Gräfin Mária Esterházy de Galántha (1870–1962)
                1. Graf Aladár Andrássy de Csíkszentkirály et Krasznahorka (1890–1895)
                2. Graf Imre Andrássy de Csíkszentkirály et Krasznahorka (1891–1985) ⚭ Edit Mária Luzja Payer ⚭² Stella Monica Kuylenstierna (1902–1998)
                  1. ²Gräfin Mária Erzsébet Andrássy de Csíkszentkirály et Krasznahorka
                  2. ²Gräfin Erzsebét Stella Mária Jozefina Andrássy de Csíkszentkirály et Krasznahorka ⚭ Baron Aladár Olgyay (1910–1963)
                    1. Graf János Mihály Károly Olgyay-Andrássy de Csíkszentkirály et K. (1943) ⚭ Anna Antonia Földeaky de Földeak et Szeged (1947)
                      1. Graf Peter Philipp Mihaly Antal Henrik George Andrássy de Csíkszentkirály et Krasznahorka (1976)

                  3. ²Graf Imre Sándor Osvat Maria Jozsef Andrássy de Csíkszentkirály et Krasznahorka (1930–1984)

                3. Graf Mihály Aladár Andrássy de Csíkszentkirály et Krasznahorka (1893–1990) ⚭ Gräfin Gabriella Károlyi de Nagykároly (1899–1992)
                  1. Gräfin Ilona Melinda Maria Margit Michaela Gabriella Andrássy de Csíkszentkirály et Krasznahorka (1926) ⚭ László Berényi (1926)
                  2. Graf Gyula Sandor Aladár Karoly Mihaly Gabor Maria Jozsef (1927) ⚭ Renate Hiller (1928) div 1964 ⚭² Lesley Trist (1934–2022)
                    1. Gräfin Ilona Andrássy de Csíkszentkirály et Krasznahorka (1965)
                    2. Graf Mihály Andrássy de Csíkszentkirály et Krasznahorka (1967)

                  3. Gräfin Gabriella Michaela Melinda Mária Andrássy de Csíkszentkirály et Krasznahorka (1928–1954) ⚭ Gyula Zilahy-Balogh (1922–2020)
                    1. George Zilahy-Balogh (b.)
                    2. Katharina Zilahy-Balogh (b.)
                    3. Ilona Zilahy-Balogh (b.) ⚭ Micheal Metcalfe (b.)
                    4. Paul Zilahy-Balogh(b.)
                    5. Gabriella Zilahy-Balogh (b.)
                    6. Julia Zilahy-Balogh (b.)
                    7. Monika Zilahy-Balogh (b.)

                  4. Gräfin Marietta Melinda Pálma Michaela Gabriella Emma Andrássy de C. et K (1931–2020) ⚭ Anthony John Mifsud-Houghton (1933)
                    1. Michael Mifsud-Houghton (b.) ⚭ Victoria Thomson (b.)
                      1. Ashley Mifsud-Houghton (1987)

                4. Gräfin Margit Ilona Andrássy de C.y et K. (1902–1984) ⚭ Graf László Vay de Vaja et Luskod (1897–1945) ⚭² Baron Elemér Buttler (1889–1970)
                  1. Gräfin Mária Vay de Vaja et Luskod (1925–1986) ⚭ Graf György Kázmér Zichy de Zich et Vásonkeő (1923–1979)
                    1. Gräfin Alice Zichy de Zich et Vásonkeő (1945) ⚭ Kálmán Pafcsik (1944)
                    2. Gräfin Margit Zichy de Zich et Vásonkeő (1947) ⚭ Ábris Szunyogh (1941–2010) ⚭² István Csáki (1945)
                    3. Graf György Zichy  de Zich et Vásonkeő (1953) ⚭ Júlia Palencsár (1954)
                      1. Graf Gergő Zichy  de Zich et Vásonkeő (1977)
                      2. Gräfin Eszter Zichy  de Zich et Vásonkeő (1981)

                    4. Graf János László Zichy de Zich et Vásonkeő (1960) ⚭ Ildikó Kocsis (1960)
                      1. Gräfin Orsolya Zichy  de Zich et Vásonkeő (1982)
                      2. Graf Balázs Zichy de Zich et Vásonkeő (1987)

                  2. Graf Gábor Vay de Vaja et Luskod (1926–1977)
                  3. Gräfin Klára Vay de Vaja et Luskod (1927–2004) ⚭ Imre Hosszúfalussy (1926–1986)
                  4. Gräfin Márta Vay de Vaja et Luskod (1933–1999) ⚭ Gyula Birck (1930–2015)
                  5. Gräfin Erzsébet Vay de Vaja et Luskod (1934–d.) ⚭ Graf László Szunyogh de Szunyogh (1931–1973)

              2. Gräfin Mária Johanna Julia Leonita  Andrássy de Csíkszentkirály et Krasznahorka (1865–1953) ⚭ Graf Imre Széchenyi de Sárvár-Felsővidék (1858–1905)
                1. Gräfin Mariette Maria Leontine Walpurga Fidelis Széchenyi de Sárvár-Felsővidék (1886–1976) ⚭  Graf Ladislaus Somssich de Saárd (1874-1956)
                  1. Graf Pongrác Somssich de Saárd (1920–2013) ⚭ Freiin Isabella Waldbott von Bassenheim (1926–2009)
                    1. Graf István Somssich de Saárd (1953)
                    2. Graf Gábor János Herbert Pongrác Mária Somssich de Saárd (1955) ⚭ Araceli Adam-Salvatierra (1959)
                      1. Gräfin Olívia Somssich de Saárd (1997)

                    3. Graf Kristóf Somssich de Saárd (1960) ⚭ Isabelle de Bruyn (1963)
                      1. Gräfin Stefania Somssich de Saárd (1991) ⚭ Baron Jean-Cédric de Bonhome (b.)
                      2. Gräfin Alice Somssich de Saárd (1996)

                  2. Gräfin Katalin Mária Somssich de Saárd (1923) ⚭ Graf János Pongrácz de Szentmiklós et Óvár (1919–1977)
                  3. Gräfin Kinga Judit Mária Somssich de Saárd (1926) ⚭ Theo de Coster (1921–2008)

                2. Gräfin Erzsébet Széchenyi de Sárvár-Felsővidék (1888–1977) ⚭  Prinz Viktor Sergej Heinrich Bruno zu Erbach-Schönberg (1880–1967)
                3. Gräfin Katalin Széchenyi de Sárvár-Felsővidék ⚭ Fürst Ulrich X. Kinsky von Wchinitz und Tettau (1893–1938)
                  1. Gräfin Maria Hosanna Antonie Bonaventura Kinsky von Wchinitz und Tettau (1924–1960) ⚭ Markgraf Friedrich von Pallavicini (1924–d.) div ⚭² Pier-Luigi Tagliaferri (1919–1981) ⚭³ Graf Alvise Sagramoso (1924–1979)

                4. Gräfin Leontine Széchenyi de Sárvár-Felsővidék (1889–d.) ⚭ Freiherr Dénes János Deák-Horváth de Pusztaszer et Tömörkény (1867–d.)
                5. Graf Imre Széchenyi de Sárvár-Felsővidék (1899–1922) ⚭ Gräfin Ilona Nádasdy de Nádasd et Fogarasföld (1904–1984)
                  1. Gräfin Ilona Széchenyi de Sárvár-Felsővidék (1923–2020) ⚭ Miklósné Dőry (b.)

          7. Gräfin Amália Andrássy de Csíkszentkirály et Krasznahorka (1770–1803) ⚭ Graf Miklós Andrássy de Csíkszentkirály et Krasznahorka (1741–1788)

  3. Baron György II. Andrássy de Csíkszentkirály et Krasznahorka, Kuruzengeneral (1650–1725) ⚭ Mária Szelényi de Felsőszelény (1650–d.)
    1. Baron György III. Andrássy de Csíkszentkirály et Krasznahorka (1700–d.) ⚭ Gräfin Mária Berényi de Karancs-Berény (1704–d.) ⚭² Anna Mednyánszky de Medne (1707–1762)
      1. Baron János Andrássy de Csíkszentkirály et Krasznahorka (1726–d.) ⚭ Gräfin Jozefa Zichy de Zich et Vásonkeö (1735–1802)
      2. Baron Antal Andrássy de Csíkszentkirály et Krasznahorka, Bp von Rosnyó (1728–1799)
      3. Graf István Andrássy de Csíkszentkirály et Krasznahorka ⚭ Gräfin Terézia Dőry de Jobaháza (1741–1788) ⚭² Gräfin Mária Festetics de Tolna (1770–1828)
        1. Graf Miklós Andrássy de Csíkszentkirály et Krasznahorka (1741–1788) ⚭ Gräfin Amália Andrássy de Csíkszentkirály et Krasznahorka (1770–1803)
        2. Gräfin Klara Andrássy de Csíkszentkirály et Krasznahorka (b.)
        3. Gräfin Anna Andrássy de Csíkszentkirály et Krasznahorka (b.)
        4. ²Graf György Andrássy de Csíkszentkirály et Krasznahorka, Obergespan von Sáros (1797–1872) ⚭ Gräfin Franziska zu Königsegg-Aulendorf (1814–1871)
          1. Gräfin Mária Kajetana Andrássy de Csíkszentkirály et Krasznahorka (1834–1916) ⚭ Graf Karl von Maldeghem (1824–1913)
            1. Graf Eugen Maria von Maldeghem (1862–1862)
            2. Graf Ludwig von Maldeghem (1864–1936) ⚭ Gräfin Blanka Dezasse de Petit-Verneuille (1875–1945)
              1. Graf Ludwig Emil von Maldeghem (1904–1992) ⚭ Gräfin Ursula von Saurma, Freiin von und zu Jeltsch (1904–1991)
              2. Gräfin Elisabeth Johanna Antonia Maria von Maldeghem(1907–1990) ⚭ Graf Clemens Joseph Fugger von Kirchberg zu Weißenhorn (1935–1968)
                1. Gräfin Maria-Elisabeth Fugger von Kirchberg zu Weißenhorn (1948) ⚭ Graf Jaroslav von Thun und Hohenstein (1935)
                  1. Gräfin Isabella von Thun und Hohenstein (1971)
                  2. Gräfin Stefanie Maria von Thun und Hohenstein (1973)

              3. Gräfin Hedwig Henriette Franziska Antonia von Maldeghem (1909–1993) ⚭ Freiherr Max Ferdinand Karl von Venningen-Ullner von Diepurg (1902–1964)
                1. Freiin Marie Gabriele Eleonore Anna von Venningen-Ullner von Diepurg (1934)
                2. Freiherr Karl von Venningen-Ullner von Diepurg (1936)
                3. Freiherr Alexander von Venningen-Ullner von Diepurg (1938)
                4. Freiin Monika von Venningen-Ullner von Diepurg (1940)
                5. Freiherr Maximilian von Venningen-Ullner von Diepurg (1943)

              4. Gräfin Maria Blanca von Maldeghem (1916–2005) ⚭ Graf Achatius von Saurma, Freiherr von und zu der Jeltsch (1912–1991)
                1. Gräfin Elisabeth Christine von Saurma, Freiherr von und zu der Jeltsch (1941) ⚭ Fürst Franz Alexander von Isenburg (1943–2018)
                  1. Fürst Alexander Wolfgang  von Isenburg (1969) ⚭ Sarah Lorenz (b.)
                    1. Prinzessin Alix Imagina Blanca Irmingard Maria von Isenburg (2015)
                    2. Prinzessin Zita von Isenburg (2017)
                    3. Erbprinz Franz Salvador Ferdinand Bonifatius Wilhelm Maria von Isenburg (2019)

                  2. Prinzessin Katharina von Isenburg (1971) ⚭ Erzherzog Martin Carl Amadeo Maria von Österreich (1959)
                    1. Erzherzog Bartolomäus von Österreich-Este (2006)
                    2. Erzherzog Emmanuel von Österreich-Este (2008)
                    3. Erzherzogin Helene Cristina Margherita von Österreich (2009)
                    4. Erzherzog Luigi Amedeo Thadeus von Österreich (2011)

                  3. Prinzessin Isabelle von Isenburg (1973) ⚭ Fürst Friedrich August Maximilian Wilhelm Carl zu Wied (1961)
                    1. Erbprinz Franz Alexander Friedrich Wilhelm Maximilian zu Wied (1999)
                    2. Prinz Friedrich zu Wied(2001)
                    3. Prinzessin Luise zu Wied (2004)

                  4. Prinzessin Sophie Johanna Maria von Isenburg (1978)
                  5. Prinz Viktor zu Isenburg (1979)

            3. Graf Arnold Paul Maria von Maldeghem (1865–1937)
            4. Graf Georg Peter Maria von Maldeghem (1867–1869)

          2. Graf Dénes István Andrássy de Csíkszentkirály et Krasznahorka (1835–1913) ⚭ Franziska Seraphica Hablawetz (1838–1902)
          3. Gräfin Erzsébet Mária Kajetana Franciska Andrássy de Csíkszentkirály et Krasznahorka (1840–1926) ⚭ Graf Pál Széchenyi de Sárvár-Felsővidék (1838–1901)
            1. Graf Aladár Pál György Julián Széchenyi de Sárvár-Felsővidék (1862–1936) ⚭ Gräfin Natália Andrássy de C. et K. (1864–1951) div ⚭² Flóra Viszay (1897–1983)
              1. Gräfin Gabriella Paula Széchenyi de Sárvár-Felsővidék (1885–1924) ⚭ Graf Heinrich von Haugwitz (1870–1927)
              2. Gräfin Mária Etzsébet Natalia Széchenyi de Sárvár-Felsővidék (1887–1972) ⚭ Fürst Ludwig Alfred Viktor Aurel Markus zu Windisch-Grätz (1882–1968)
                1. Fürst Ludwig Aladár zu Windisch-Grätz (1908–1990) ⚭ Christine Ebert (1905–1987)
                  1. Prinz Alfred zu Windisch-Grätz (1939) ⚭ Monika Rasper (1954–1991)
                    1. Prinzessin Marie Christine Alexandra zu Windisch-Grätz (1980)
                    2. Prinzessin Natalie zu Windisch-Grätz (1983)
                    3. Prinz Maximilian zu Windisch-Grätz (1983)
                    4. Prinzessin Alexandra zu Windisch-Grätz (b.)

                  2. Prinz Ludwig Anton zu Windisch-Grätz (1942) ⚭ Angelika Bovenchen (1943)

                2. Prinzessin Gabrielle zu Windisch-Grätz  (1909–1966) ⚭ Freiherr Wolfgang Reichlin von Meldegg (1906–1939)
                3. Prinzessin Maria Magdalena zu Windisch-Grätz (1911–2004) ⚭ Graf István Károlyi de Nagy-Károlyi (1898–1967)
                  1. Graf Ede Károlyi de Nagy-Károlyi (1937–1977)
                  2. Gräfin Borbála Károlyi  de Nagy-Károlyi (1932–2001)

                4. Prinz Vincenz zu Windisch-Grätz (1913–2005) ⚭ Márta Becsky de Tasnádszántó et Komlódtótfalu (1908–1998)
                5. Prinzessin Natalie zu Windisch-Grätz (1917–d.)
                6. Prinzessin Elisabeth Mathilda Zita Carola Rosalia Maria zu Windisch-Grätz (1923–d.) ⚭ Graf Joseph Maria Esterházy de Galántha (1917–1980)

            2. Graf Mihály György Pál Széchényi de Sárvár-Felsővidék (1895–1959) ⚭ Sarolta Erzsébet Cséry de Csér et Szentlőrinc (1895–1977) ⚭² Katalin Szársz (1922)
              1. Graf Mihály Széchényi de Sárvár-Felsővidék (1924–1944)
              2. ²Graf Mihály Széchényi de Sárvár-Felsővidék (1948) ⚭ Csilla Musty (1951)

            3. Graf George Széchényi (1889-1938) ⚭ Gräfin Anastasia Zichy de Zich et Vásonkeö (1891–1969)
              1. Graf Pál Széchényi de Sárvár-Felsővidék (1918–1944)
              2. Graf Ferenc Széchényi de Sárvár-Felsővidék (1919) ⚭ Elisabeth Lattmann (1938)
                1. Gräfin Natalie Széchényi de Sárvár-Felsővidék (1966–2010)

              3. Graf Ágost Széchényi de Sárvár-Felsővidék (1921–2005) ⚭ Sarolta Éva Mária Rohonczy de Felsőpulya (1921)
              4. Graf György Jenő Gábor Széchényi de Sárvár-Felsővidék (1923–1986) ⚭ Ursula Michalek ⚭² Margaret Schuster
                1. ²Graf Pál Mátyás Mária Széchényi de Sárvár-Felsővidék (1976)
                2. ²Gräfin Fedora Katalin Mária Széchényi de Sárvár-Felsővidék (1980)

              5. Graf Bendek Mária József István Alajos Széchényi de Sárvár-Felsővidék (1926–2002)

            4. ²Gräfin Emília Mária Franciska Széchényi de Sárvár-Felsővidék (1921–d.) ⚭ Baron Tivadar Bornemisza de Kászon et Impérfalva (1913–1958) ⚭² József Muzsay

          4. Graf György Péter Klement István Andrássy de Csíkszentkirály et Krasznahorka (1846–1881)

        5. Gräfin Jozefa Andrássy de Csíkszentkirály et Krasznahorka (1790–1868) ⚭ Graf Miklós Forgách de Ghymes et Gács (1784–1857)
          1. Graf Lajos Miklós Forgách de Ghymes et Gács (1809–1852)
          2. Graf Ágoston Miklós Forgách de Ghymes et Gács (1810–1841)
          3. Graf Oszkár Miklós Forgách de Ghymes et Gács (1825–d.)

        6. Gräfin Maria Andrássy de Csíkszentkirály et Krasznahorka (1791–d.)

      4. Gräfin Anna Andrássy de Csíkszentkirály et Krasznahorka (1721–1760) ⚭ Baron Antal Mednyánszky de Medne (1721–1788)
        1. Baronin Maria Anna Mednyánszky de Medne (b.)

    2. Baron Peter Andrássy de Csíkszentkirály et Krasznahorka (1735–1745)

  4. Baron Pál Andrássy de Csíkszentkirály et Krasznahorka (1663–1713) ⚭ Baronin Maria Amadé de Várkony ⚭² Gräfin Krisztina Balassa de Gyarmat et Kékkeö (1676–1729)
    1. Baronin Anna Klára Andrássy de Csíkszentkirály et Krasznahorka (b.–1754) ⚭ Baron László Perényi de Perény (1700–d.)
    2. ²Baronin Ilona Andrássy de Csíkszentkirály et Krasznahorka (1712–d.)

  5. Baron Miklós II. Andrássy de Csíkszentkirály et Krasznahorka (1657–1706), (Mönch)
  6. Baron János Andrássy de Csíkszentkirály et Krasznahorka (b.)
  7. Baronin Anna Andrássy de Csíkszentkirály et Krasznahorka (b.–1714) ⚭ Graf Ferenc Barkóczy de Szala (1627–1709)
  8. Baronin Magdolna Andrássy de Csíkszentkirály et Krasznahorka, Nonne (b.)
  9. ²Baronin Klara Andrássy de Csíkszentkirály et Krasznahorka (b.–1728) ⚭ Baron László Barkóczy de Szala et Tavarna ⚭² Baron István Sennyey Kis´sennye (1670–d.)
  10. ²Baron Mátyás Andrássy de Csíkszentkirály et Krasznahorka (1676–1723) ⚭ Baronin Júlia Klobusiczky de Zétény
    1. Baron Istvan Andrássy de Csíkszentkirály et Krasznahorka (b.–1760)
    2. Baronin Borbala Andrássy de Csíkszentkirály et Krasznahorka ⚭ Ignaz Bal de Bilorad ⚭² Graf N. von Polheim (b.)
    3. Baronin Julia  Andrássy de Csíkszentkirály et Krasznahorka ⚭ Baron Franz von Kotze (b.)